# Plagithmysus acaciae
Plagithmysus acaciae là một loài bọ cánh cứng trong họ Cerambycidae.